# Viveros de Coyoacán
Viveros de Coyoacán is een park en arboretum in de gemeente Coyoacán van Mexico-Stad.
Viveros ligt ten oosten van het historische Coyoacán, aan de Avenida Universidad. Het heeft een oppervlakte van 390.000 m² en is bereikbaar vanaf het station Viveros de metro van Mexico-Stad. Door het park lopen paden in ruwweg een schaakbordpatroon, de bomen rond elke laan zijn van een andere boomsoort. De middenas bestaat uit eucalyptussen die hun geur door het park verspreiden. Verder is het park bekend om haar grote populatie eekhoorns, echter tot tegenzin van de conservatoren, daar deze dieren de (jonge) boompjes die bedoeld zijn om in andere delen van de stad te herplanten stukvreten.
Het park is met toestemming van president Porfirio Díaz in 1908 aangelegd door Miguel Ángel de Quevedo, 'de apostel van de boom', een ingenieur die vreesde dat de toenemende industrie en vervoer in Mexico-Stad de luchtkwaliteit van de stad zwaar zou aantasten. In Viveros startte hij een boomkwekerij, nog altijd worden hier stekjes voor bomen voor heel Mexico-Stad geteeld. In het park is een standbeeld ter ere van Quevedo neergezet.
Het park werd in 1938 door president Lázaro Cárdenas erkend als nationaal park.